# دراسة أسماء الأعلام
دِرَاسَة أَسْمَاء الْأَعْلَام أو دراسة الأعلام أو علم الأسماء أو المُفرداتية أو السِّماوة هي دراسة أصل الكلمة تاريخها واستخدامها في النحو.

## نظرة عامة
كلمة (بالإنجليزية: Onomastics)‏ تأتي من اليونانية ὀνομαστικός (onomastikós)، والتي تترجم إلى «ينتمون إلى تسمية»، من كلمة ὄνομα بمعنى «الاسم». يعد دراسة أسماء المواقع الجغرافية أو علم الطوبولوجيا، أحد الفروع الرئيسية في علم أصل الكلمة. والدراسات الاسمية هي دراسة تتعلق بالأسماء الشخصية. يمكن أن يكون عِلم الـ Onomastics مفيدًا في استخراج البيانات data mining، مع تطبيقات مثل التعرف على الكيانات المسماة named-entity recognition، أو التعرف على أصل الأسماء. كما تم استخدامه في البحوث التاريخية لتحديد الأقليات العرقية ضمن السكان على نطاق أوسع. وهناك فرع من الـOnomastics يبحث في الأسماء في الأعمال الأدبية وغيرها من الخيال.

## روابط خارجية
- دراسة أسماء الأعلام على مشروع الدليل المفتوح
- يحتوي معجم الأسماء الشخصية اليونانية ، وهو مشروع بحثي رئيسي للأكاديمية البريطانية بأكسفورد، على أكثر من 35000 اسم يوناني منشور.
- Onomast.com ، يحتوي على أكثر من 50000 أسماء معانيها ومعانيها